# Власенко Василь Прокопович
Василь Прокопович Власенко (нар. 1 січня 1920, село Охіньки, тепер Прилуцького району Чернігівської області — ?) — український радянський діяч, голова Ніжинського райвиконкому, голова колгоспу імені Подвойського Ніжинського району Чернігівської області. Депутат Верховної Ради СРСР 7—8-го скликань. Герой Соціалістичної Праці (8.04.1971).

## Біографія
Народився в родині селянина-бідняка. У 1934 році закінчив семирічну школу. З 1934 по 1938 рік навчався в Прилуцькому зооветеринарному технікумі Чернігівської області.
Після закінчення технікуму, з 1938 до 1 січня 1939 року працював дільничним зоотехніком Понорницького районного земельного відділу Чернігівської області.
З січня по вересень 1939 року навчався на педагогічних курсах при Прилуцькому педагогічному училищі. З вересня по грудень 1939 року працював учителем Вербівської семирічної школи Понорницького району Чернігівської області.
З 1939 по 1945 рік — в Червоній армії. У грудні 1939 року направлений в Сумське артилерійське училище імені Фрунзе. Закінчив училище в червні 1941 року, отримавши звання лейтенанта.
Учасник німецько-радянської війни з червня 1941 року. Воював на Західному, Калінінському, Степовому, 1-му Українському, 1-му Білоруському фронтах. У 1943 році — капітан. Відзначився в боях на Курській дузі. Після загибелі командира дивізіону прийняв на себе командування 461-м артилерійським дивізіоном 1-ї механізованої бригади 3-го механізованого корпусу 1-ї танкової армії. Під його керівництвом дивізіон прямою наводкою знищив 6 важких і 21 середній танк німецьких військ. Продовжував командувати артилерійським дивізіоном в 1944 році. Війну закінчив у Берліні начальником штабу 350-го легкого артилерійського полку 11-го танкового корпусу 1-ї гвардійської танкової армії.
Член ВКП(б) з 1942 року.
У жовтні 1945 року демобілізований із армії за станом здоров'я, повернувся до Чернігівської області.
З листопада 1945 по квітень 1958 року працював директором Лосинівської машинно-тракторної станції (МТС) Чернігівської області.
З квітня 1958 по лютий 1959 року — начальник Лосинівської районної сільськогосподарської інспекції виконавчого комітету Лосинівської районної ради депутатів трудящих Чернігівської області.
З лютого 1959 по 1961 рік — голова виконавчого комітету Ніжинської районної ради депутатів трудящих Чернігівської області.
З 1961 року — голова колгоспу імені Подвойського міста Ніжина Ніжинського району Чернігівської області.
Продовжував працювати головою колгоспу до виходу на пенсію. Після виходу на пенсію — директор Ніжинської заготзбутбази в місті Ніжині Чернігівської області.

## Нагороди
- Герой Соціалістичної Праці (8.04.1971)
- два ордени Леніна (23.06.1966, 8.04.1971)
- орден Трудового Червоного Прапора (8.12.1973)
- орден Червоного Прапора (19.07.1943)
- два ордени Вітчизняної війни І ст. (7.01.1944, 11.03.1985)
- орден Вітчизняної війни ІІ ст. (30.12.1944)
- медалі
- Почесна грамота Президії Верховної Ради Української РСР